# Новогеоргіївка (Бєлгородська область)
Новогеоргіївка (рос. Новогеоргиевка) — хутір у Красненському районі Бєлгородської області Російської Федерації.
Населення становить 27 осіб. Входить до складу муніципального утворення Расховецьке сільське поселення.

## Історія
Населений пункт розташований у східній частині української суцільної етнічної території — східній Слобожанщині.
Згідно із законом від 20 грудня 2004 року № 159 від 20 грудня 2004 року органом місцевого самоврядування було Расховецьке сільське поселення.

## Населення
| 2002 | 2010 |
| ---- | ---- |
| 43   | ↘27  |